# Edwin Bickerstaff
Edwin Robert Bickerstaff (* 20. November 1920 in Aberystwyth, Wales; † 23. November 2007) war ein britischer Neurologe. Er beschrieb die Bickerstaff-Enzephalitis sowie die „Basilarismigräne“, die später als „Migräne mit Hirnstammaura“ klassifiziert wurde.

## Leben
Der aus Wales stammende Bickerstaff verbrachte seine Kindheit und Jugend in Birmingham. Dort studierte er auch bis zu seinem Abschluss 1943 Medizin an der University of Birmingham Medical School. Als Angehöriger der Royal Air Force nahm er am Zweiten Weltkrieg teil, zuletzt im Rang eines Squadron Leader in der Versorgung von an Tuberkulose erkrankten Soldaten.
Ab den späten 1940er Jahren war Bickerstaff in Birmingham als Neurologe tätig. Mit einem Forschungsstipendium ging er 1952 für ein Jahr in die USA, wo er am Massachusetts General Hospital und an der Harvard University tätig war. Anschließend war er als Neurologe in Krankenhäusern der Region Birmingham tätig.
Bickerstaff heiratete 1943 Claire Woodhall, das Paar hatte einen Sohn und eine Tochter. Nach der Scheidung war er ab 1987 mit Hon. Sara Bramall (* 1951), der Tochter des Generals und Politikers Edwin Bramall, Baron Bramall, verheiratet.

## Wirken
Bickerstaff beschrieb in zwei Fallserien (1951, 1957) acht Patienten, bei den nach unspezifischen Beschwerden wie Unwohlsein, Erbrechen oder Kopf- und Muskelschmerzen auch Bewusstseinsminderung, Ataxie, Okulomotorikstörungen und weitere Hirnstammsymptome auftraten. Als Ursache wurde eine Hirnstamm-Enzephalitis vermutet. Seit 1978 ist die Erkrankung als Bickerstaff-Enzephalitis bekannt. Bickerstaff beschrieb außerdem die Basilarismigräne, die später als „Migräne mit Hirnstammaura“ klassifiziert wurde.
Als Autor veröffentlichte er neben Zeitschriftenbeiträgen auch drei Monographien, darunter ein Buch zur neurologischen Untersuchung und eine Einführung in die Neurologie für Pflegeberufe, die jeweils mehrere Auflagen erlebten. Ein Buch zu neurologischen Komplikationen oraler Kontrazeptiva fand weitreichende Anerkennung.
In Anerkennung seiner Verdienste wurde Bickerstaff zum ehrenamtlichen Senior Lecturer für Neurologie an der Universität Birmingham ernannt.

## Veröffentlichungen (Auswahl)
Zeitschriftenbeiträge
- mit Philipp Cloake: Mesencephalitis and Rhombencephalitis. In: British Medical Journal. Band 2, Nr. 4723, 1951, S. 77–81, doi:10.1136/bmj.2.4723.77, PMID 14848512, PMC 2069534 (freier Volltext).
- Brain-stem encephalitis; further observations on a grave syndrome with benign prognosis. In: British Medical Journal. Band 1, Nr. 5032, 1957, S. 1384–1387, doi:10.1136/bmj.1.5032.1384, PMID 13436795, PMC 1973653 (freier Volltext).
- Basilar Artery Migraine. In: The Lancet. Band 277, Nr. 7167, 1961, S. 15–17, doi:10.1016/s0140-6736(61)92184-5.
- The basilar artery and the migraine-epilepsy syndrome. In: Proceedings of the Royal Society of Medicine. Band 55, 1962, S. 167–9, PMID 13868978, PMC 1896521 (freier Volltext).

Monografien
- Neurological Examination in Clinical Practice. Blackwell Scientific Publications, Oxford 1963. (letzte Ausgabe mit Bickerstaffs Autorenschaft: 5. Ausgabe, Blackwell Scientific, Oxford 1989, mit John A. Spillane, ISBN 0-632-02397-X, im Weiteren fortgesetzt als Bickerstaff’s Neurological Examination In Clinical Practice)
- Neurology for Nurses. Unibooks Englisch Universities Press, London 1965. (4. Auflage: Hodder & Stoughton, 1987, ISBN 0-340-39487-0)
- Neurological complications of oral contraceptives. Oxford University Press, Oxford 1975, ISBN 0-19-857207-7.